# Дінмухамеда Кунаєва сільський округ
Дінмухаме́да Куна́єва сільський округ (каз. Дінмұхамед Қонаев ауылдық округі, рос. Динмухамеда Кунаева сельский округ) — адміністративна одиниця у складі Шуського району Жамбильської області Казахстану. Адміністративний центр — село Дінмухамеда Кунаєва.
Населення — 6226 осіб (2021; 5371 у 2009, 5630 у 1999, 5896 у 1989).
Станом на 1989 рік існувала Ленінська сільська рада (село Ленінське). У період 1997-1999 років Ленінська сільська адміністрація перетворена в Ленінський сільський округ (село Кемер), пізніше перейменований в сучасну назву.